# Adri
Adri es una entidad de población española del municipio de Canet de Adri, perteneciente a la provincia de Gerona, en la comunidad autónoma de Cataluña.

## Geografía
En el siglo XIX se mencionaba cómo sus montes abundaban en alcornoques, encinas y robles.

## Historia
Hacia mediados del siglo XIX, el lugar, por entonces con ayuntamiento propio, tenía contabilizada una población de 121 habitantes. La localidad aparece descrita en el primer volumen del Diccionario geográfico-estadístico-histórico de España y sus posesiones de Ultramar de Pascual Madoz de la siguiente manera:

ADRI: l. con ayunt. de la prov., part. jud., adm.de rent. y dioc. de Gerona (2 leg.), aud. terr. y c. g. de Barcelona (16 1/3): sit. en alto á la falda del monte Rocacorba que se eleva hacia el O. combatido de los vientos N. y S. con clima sano. Tiene 24 casas de mala construccion, esparcidas por el term. sin formar calles ni plazas, y una igl. parr.: el curato es perpetuo y lo prevee el ordinario en concurso general. Confina su jurisd. por el N. con el term. de Biért., por el E. con el de Montalp, por el S. con el de este mismo y el de Canet de Adri, con el cual linda tambien por el S. y el O. estendiéndose en todas direcciones 1/2 hora poco mas ó menos. El terreno participa de monte y llano y es de bastante regular calidad, aunque solo puede proporcionarse riego á algunos pequeños trozos de tierra. Sus montes abundan en alcornoques, encinas y robles. Prod. patatas, bellota, vino, trigo, maiz, centeno, avena y pocas hortalizas; cria mucho ganado de cerda y escaso número de lanar. Pobl. 24 vec.: 121 alm. Cap. prod. 1.925.600: rs. cap. imp. 48,140.
(Madoz, 1845, pp. 97-98)

En 2022, la entidad singular de población de Adri, perteneciente al municipio de Canet de Adri, contaba con una población de 74 habitantes empadronados.